# Дьяченко, Андрей Ефимович
Андрей Ефимович Дьяченко (1 сентября 1902 — 16 апреля 1983) — советский учёный, специалист по лесоведению, лесоводству, мелиорации и землеустройству, доктор сельскохозяйственных наук (1970), профессор, автор более 80 научных работ в виде статей в журналах, сборниках и отдельных изданий (монографий и учебных пособий).

## Биография
Дьяченко А. Е. родился 1 сентября 1902 года в  селе Новая Гута Новгород-Северского уезда Черниговской губернии (в настоящее время Шосткинский район Сумской области Украины) в семье крестьянина. С 1910 по 1914 год учился в сельской школе своего села, а с 1914 по 1918 год — в высшем начальном училище своего районного центра. С 1924 г. по 1927 г. обучался в Карачижско-Крыловском лесотехническом техникуме Брянской обл. (теперь Трубчевский политехнический техникум). В 1927 году поступил в Ленинградский лесной институт, который окончил в 1931 году.
По окончании академии был направлен на работу в трест "Ураллес", где получил назначение в Асбестовский леспромхоз в качестве старшего специалиста по лесному хозяйству. В конце 1931 года был откомандирован в распоряжение Управления кадрами НКЗема СССР и зачислен научным сотрудником Всесоюзного научно-исследовательского института агролесомелиорации /ВНИАЛМИ/, где работал до апреля 1951 года последовательно в качестве младшего научного сотрудника, старшего научного сотрудника и заведующего отделом полезащитного лесоразведения. В апреле 1951 года приказом министра сельского хозяйства СССР был назначен начальником Управления лесомелиорации — зам. начальника Главного управления землеустройства и севооборотов Министерства сельского хозяйства СССР и оставался на этой работе до сентября 1952 года.  В сентябре 1952 года переведён во ВНИАЛМИ, где выполнял обязанности зав. отделом до июня 1953 года, когда был зачислен  в Институт леса АН СССР, а затем в Лабораторию лесоведения АН СССР. В Институте леса АН СССР заведовал отделом защитного лесоразведения, а затем в Лаборатории лесоведения работал в качестве руководителя группы степного лесоразведения. С 1951 г. читал лекции (по совместительству) в Московском институте инженеров землеустройства по курсу «Агролесомелиорация», а затем  в 1961 г. избран по конкурсу доцентом этого института. В 1971 году, в связи с защитой докторской диссертации и переходом на пенсию, переведён на должность профессора-консультанта этого института. За время работы в МИИЗ в течение более чем 30 лет передал более чем тысячи студентам (многие из которых стали видными специалистами, учёными и академиками) частицу своих знаний и опыта.

## Научные труды
А. Е. Дьяченко написал более 80 работ. Некоторые труды учёного были изданы за рубежом. 
Избранные труды
- Агролесомелиорация / А. Е. Дьяченко и др.. — М.: Колос, 1979. — 206 с.
- Альбенский А. В., Дьяченко А. Е. Разведение быстрорастущих ценных деревьев и кустарников. — М.: Сельхозгиз, 1940. — 222 с.
- Альбенский А. В., Дьяченко А. Е. Деревья и кустарники для защитного лесоразведения. — М.: Сельхозгиз, 1949. — 143 с.
- Дьяченко А. Е., Макарычев Н. Т. Дефляция почв и агролесомелиоративные мероприятия в Северном Казахстане. — М.: Изд. АН СССР, 1959. — 112 с.